# Kolegijska cerkev Santi Quirico e Giulitta
Kolegijska cerkev Santi Quirico e Giulitta (znana tudi bolj preprosto kot kolegijska cerkev San Quirico) je rimskokatoliška cerkev v San Quirico d'Orcia, Toskana, Italija.

## Zgodnjesrednjeveški izvor
Bila je starodavna župnija, pred katero je bila krstilnica iz 8. stoletja. Sedanja stavba je bila zgrajena proti koncu 12. stoletja ali na začetku naslednjega stoletja; zdi se, da je najstarejši del tisti, ki ustreza fasadi in zlasti glavnemu portalu. Končni del je bil popolnoma porušen z rušenjem prvotne apside leta 1653 za gradnjo kora.
Cerkev ima tloris latinskega križa z eno ladijo in apsidno kapelo. Med tremi portali je najpomembnejši glavni portal v lombardskem slogu, ki ga sestavljajo nekoliko dvignjen  lok z okroglim obokom, okrašen in podprt z dvema paroma stebrov na vsaki strani, v peščenjaku, vozlanem v sredini in počivajočih na levih, ki nosijo stebre. Na vrhu stebrov je okrogel lok. Znotraj verande je na levi strani pet stebrov, na desni pa pet stebrov s kapiteli, okrašenimi z živalmi in listi akanta. Na arhihravu portala sta dva obrnjena krokodila. V središču lunete je v visokem reliefu vklesana ustoličena figura, za katero se domneva, da je podoba sv. Damasa, v resnici pa jo je mogoče identificirati s predstavitvijo sv. Kvirika. Dekoracija portala se razvija v skladu s krščansko simbolno ikonografijo, ki izhaja iz lombardske umetnosti.

## Naknadni posegi
V drugi polovici 13. stoletja so se začela širitvena dela, ki so obsegala dodajanje transepta in dveh stranskih portalov vzdolž ceste Via Francigena. Prvi od stranskih portalov, zgrajenih leta 1288, je bil pripisan Giovanniju Pisanu, ki je v teh letih (1287-1288) sodeloval pri gradnji Sienske stolnice. Na vrhu zatrepa je zapis v gotici Iohes, razloženo kot ime Pisano ali tudi kot spomin na starodavni naslov župnije, posvečene sv. Kviriku in sv. Janezu Krstniku. Portal na isti strani v steni transepta sega v leto 1298, delo župnika Lotta (iz napisa na arhitravu), ki mu je verjetno pripadel isti transept. Portal ponuja kombinacijo gotskih in romanskih elementov. Leta 1644 je bila župnija povišana v kolegij. V letih 1724-1733 je bil na ukaz kardinala Antona Feliceja Zondadarija star zvonik porušen, da je bil zasnovan nov, notranjost cerkve pa je bila preurejena v baročnem slogu.
Leta 1749 so bile obnovljene korne klopi. Izdelal jih je sienski umetnik Antonio Barili za kapelo sv. Janeza Krstnika v Sienski stolnici, nato pa jih je markiz Chigi leta 1644 razstavil in nato kupil. Še vedno je prisotnih 7 od 19 plošč, ki jih je izdelal Barili: ostale, z izjemo avtoportreta umetnika, nato prepeljanega na Dunaj, so izgubljene. 
Nov zvonik je bil zgrajen med letoma 1798 in 1806. Leta 1878 je bila zgrajena štukatura, ki je bila kasneje prenesena v cerkev Madonne di Vitaleta. Naknadne spremembe cerkve so bile izvedene pri restavratorskih delih po drugi svetovni vojni.

## Nostranjost
Kar zadeva notranjost, je levo od glavnega oltarja velika oltarna slika iz 15. stoletja Marija in otrok z angeli in svetniki (vključno s sv. Kvirikom) na zlati podlagi, avtor Sano di Pietro. V luneti sta predstavljena Vstajenje in Jezusov zmagoslavni sestop v predpekel. Na predeli je naslikan grb občine San Quirico in pet epizod iz Marijinega življenja.
Na tleh levo od ladje, ob vhodu v cerkev, je nagrobnik princa Henrika II. Nassavskega, ki je umrl leta 1451. Vidni del orgel je v beneškem slogu 19. stoletja s frizi in okraski v čistem zlatu. Sem je bil preseljen iz opatije Monteoliveto leta 1810. Na levi strani ladje je kaplanska kapela novejše gradnje. Vsebuje ločeno fresko iz začetka 16. stoletja, znano kot Madonna della Mela ali Marija milosti, ki jo pripisujejo Girolamu di Benvenutu in sliko Rutilio Manettija, ki predstavlja Madonno del Rosario reši deklico pred utopitvijo (1610).